# Gnomidolon laetabile
Gnomidolon laetabile là một loài bọ cánh cứng trong họ Cerambycidae.